# Comité consultatif d'urbanisme
Un comité consultatif d'urbanisme (parfois abrégé CCU) est, au Québec, une instance municipale chargée de faire des recommandations aux conseils municipaux en matière d'urbanisme, d'aménagement du territoire et, parfois, de patrimoine culturel. Il a un rôle consultatif ; il revient au conseil municipal élu, investi du pouvoir décisionnel, d'entériner ses recommandations. Bien que certains comités d'urbanisme existaient dans les plus grandes villes, l'introduction d'un pouvoir de créer de tels comités dans la Loi sur l'aménagement et l'urbanisme vient systématiser leur existence dans les municipalités locales du Québec, et l'introduction de nouveaux règlements à caractère discrétionnaire vient renforcer leur rôle.

## Histoire

### Avant laLoi sur l'aménagement et l'urbanisme
Avant l'entrée en vigueur de la Loi sur l'aménagement et l'urbanisme, la Loi sur les cités et villes prévoit que certaines municipalités peuvent se doter d'une commission d'urbanisme chargée du contrôle et de la délivrance des permis de construction. Les tribunaux reconnaissent alors le pouvoir pour ces commissions politiques d'émettre des permis techniques.

### Adoption de laLoi sur l'aménagement et l'urbanisme
Arrivé au pouvoir en 1976, le Parti québécois met en branle une seconde phase de la Révolution tranquille visant à doter le Québec d'institutions modernes. En 1978, alors que les structures municipales datant du milieu du XIXe siècle sont en grand besoin de rénovation, Jacques Léonard, ministre d'État à l'aménagement du territoire, forme un comité conjoint regroupant les deux grands syndicats des municipalités, l'Union des conseils de comté, l'Union des municipalités, de même que le ministère des Affaires municipales. Ce comité permet de dégager quatre principes fondamentaux qui guideront l'élaboration du projet de loi 125 sur l'aménagement et l'urbanisme, parmi lesquels : 
- L'aménagement est une responsabilité politique, c'est-à-dire que les décisions sont prises par des élus responsables devant la population, et non par des techniciens;
- Le processus décisionnel doit prévoir aussi la participation des citoyens, par l'information et la consultation[2].

Le comité consultatif en urbanisme, devant être composé de citoyens et d'au moins un élu municipal, devient donc le pivot entre ces deux principes. Lorsqu'instauré dans une municipalité, il est investi des pouvoirs d'étudier le plan et les règlements d'urbanisme que compte adopter le conseil, et d'en recommander la modification.

### Modifications subséquentes à la loi
Les modifications subséquentes à la Loi sur l'aménagement et l'urbanisme viennent renforcer, voire « revaloriser » le rôle du CCU en permettant aux municipalités d'adopter des règlements d'urbanisme qui lui permettent de faire usage de pouvoir discrétionnaire, à la condition de se doter d'un tel comité :
- Le règlement sur les dérogations mineures (1985);
- Le règlement sur les plans d'aménagement d'ensemble (1987);
- Le règlement sur les plans d'implantation et d'intégration architecturale (1989);
- Le règlement sur les usages conditionnels (2002);
- Le règlement sur les projets particuliers de construction, de modification ou d’occupation d’un immeuble (2002)[1].

## Composition
La composition d'un CCU peut varier d'une municipalité à l'autre, cette dernière étant libre d'édicter dans un règlement le nombre de membres. Néanmoins, selon la loi, un comité consultatif d'urbanisme doit être formé de résidents du territoire et d'au moins un membre du conseil municipal.  
Les mandats des membres peuvent durer au plus deux ans et sont renouvelables. 